# Rive gauche (Paris)
Ne doit pas être confondu avec Paris Rive Gauche.
Pour les articles homonymes, voir Rive gauche.

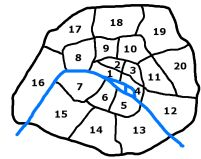
La Rive gauche de Paris comprend les arrondissements situés au sud de la Seine.

Le terme Rive gauche désigne, à Paris, la partie de la ville située sur la rive sud de la Seine, par opposition à la Rive droite, par référence à la direction dans laquelle le fleuve s’écoule vers la mer. Sont donc situés sur la rive gauche : les 5e, 6e, 7e, 13e, 14e et presque tout le 15e arrondissement. Les îles situées sur le fleuve n'appartiennent, par nature, à aucune des deux rives.

## Histoire
Au Ier siècle, les Romains développent Lutèce préférentiellement sur la rive gauche. Ils y installent leur forum ainsi que les arènes et les thermes.
Au cours du Moyen Âge, la ville de Paris est ruinée économiquement par les raids des Vikings, qui la ravagent à plusieurs reprises, ce qui oblige la population à se replier sur l’île de la Cité.
Au xe siècle, les rois de France administrent la région autour de Paris qui devient l'Île-de-France, siège du domaine royal français. La province est découpée en plusieurs pays. La rive gauche est alors rattachée au Hurepoix.
Le développement de la ville va se réaliser principalement rive droite (1er et 4e arrondissement). Les différentes enceintes (de l'enceinte carolingienne à l'enceinte de Louis XIII) vont alors progressivement englober et protéger les faubourgs de la rive droite. L'enceinte de Philippe Auguste, encore visible aujourd'hui sur la montagne Sainte Geneviève, englobe le Quartier latin (partie des 5e, et 6e arrondissement). En 1784, avec le Mur des Fermiers généraux, la ville s'étende plus au sud.  
Jusqu’à la Révolution de 1789, la rive gauche de Paris est appelée l'« Outre-Petit-Pont » (désigné ainsi par rapport au Petit-Pont qui est pendant longtemps le seul point de franchissement depuis l'île de la Cité vers la rive sud de la Seine, dans l'axe du cardo maximus), ou « L'Université », en raison de la présence centrale de la Sorbonne et du Quartier latin. Dans Notre-Dame De Paris (1830), où Victor Hugo situe son action en 1482, il rappelle les dénominations traditionnelles de chaque secteur de Paris : « L'Université » pour la rive gauche, « La Cité » pour l'île de la Cité, et « La Ville » pour la rive droite.
Vers 1300, le rimeur Guillot de Paris compose une première liste des noms de rues de Paris dans Le Dit des rues de Paris. Ce document indique que la capitale compte 310 rues dont 80 dans le quartier d'Outre-Petit-Pont, 36 dans la Cité et 114 dans le quartier d'Outre-Grand-Pont.

## Composition actuelle
La Rive gauche contient la presque totalité des six arrondissements suivants :
- 5e arrondissement
- 6e arrondissement
- 7e arrondissement
- 13e arrondissement
- 14e arrondissement
- 15e arrondissement (sauf l'île aux Cygnes, par nature sur aucune des deux rives)

## Culture

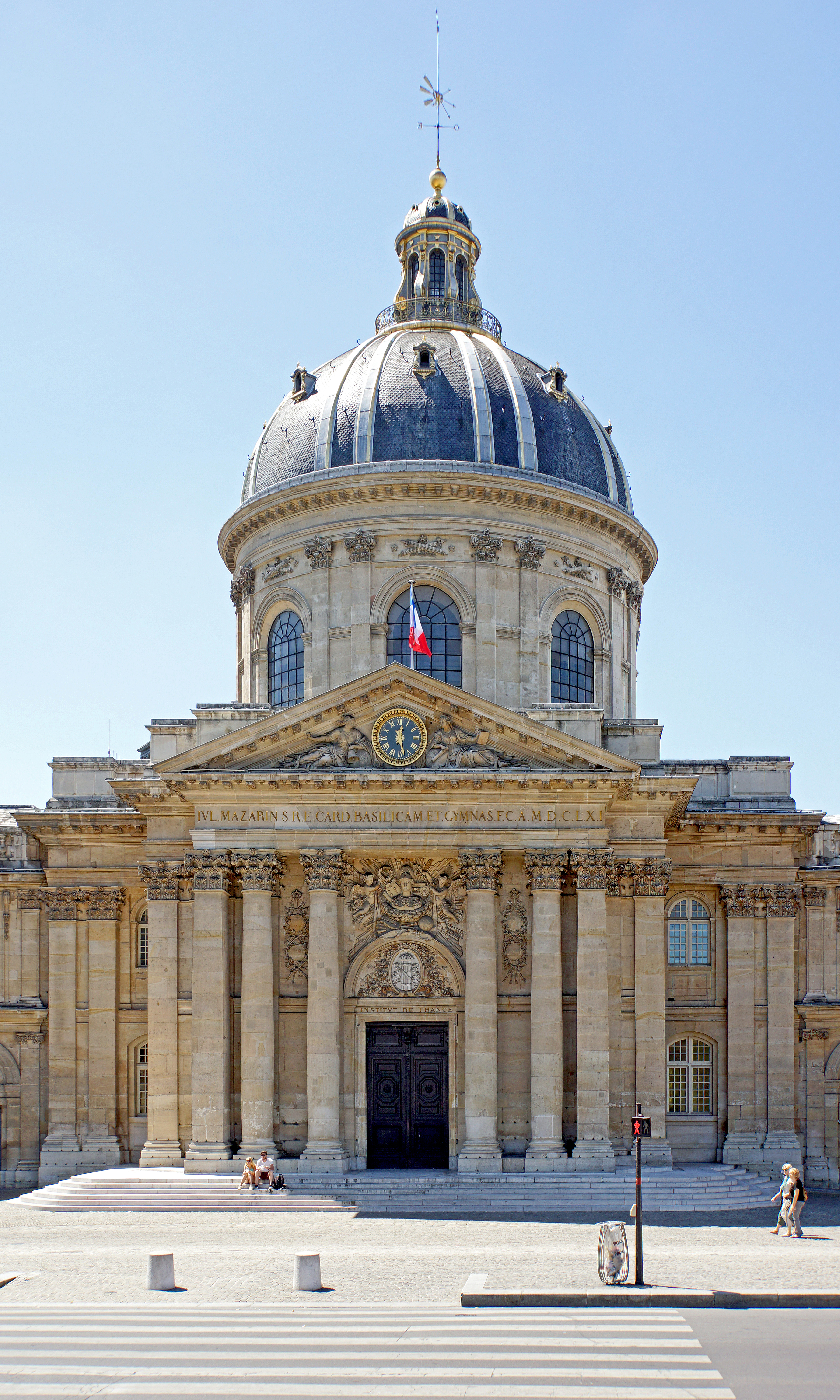
L'Institut de France, un des symboles de la rive gauche.

La Rive gauche est historiquement la rive de Paris où se sont regroupés :
- des intellectuels (quartier Saint-Germain-des-Prés avec le Café de Flore, Lipp ou le Café des Deux Magots) ;
- des artistes (principalement dans le quartier du Montparnasse) ;
- des musiciens et amateurs de musique de jazz (notamment au Caveau de la Huchette, au Tabou, au Club Saint-Germain, au Petit Journal Montparnasse, etc.) ;
- des professeurs et étudiants (dans le Quartier latin, où beaucoup d'établissements d'enseignement tel que le lycée Fénelon se sont installés autour de la Sorbonne).
- Des chanteurs : Simone Bartel, etc ...

Mais aussi :
- Le faubourg Saint-Germain, où la noblesse fait bâtir des hôtels particuliers sous l'Ancien Régime.

La chanson d'Alain Souchon Rive gauche figurant sur l'album Au ras des pâquerettes (1999) décrit les évolutions du quartier Saint-Germain-des-Prés depuis les années 1950.
- La rue Daguerre, près de la place Denfert-Rochereau où a vécu la réalisatrice Agnès Varda. Cette dernière réalise en 1975 un documentaire intitulé Daguerréotypes pour illustrer la vie de quartier et rendre compte de l'ambiance de la rue Daguerre[3].

## Monuments
- la Bibliothèque nationale de France
- la Cité de la mode et du design
- le Jardin des plantes
- l'hôtel de la Monnaie
- l'Institut de France
- le musée d'Orsay (ancienne gare d'Orsay rénovée pour devenir un musée)
- l'hôtel des Invalides
- le musée du Quai Branly
- la tour Eiffel
- le palais du Luxembourg (siège du Sénat)
- le palais Bourbon (siège de Assemblée nationale)
- l'hôtel de Matignon, résidence du Premier ministre
- La quasi-totalité des ministères (tous sauf ceux de la Culture, de l'Économie et de la Justice), concentrés dans le 7e arrondissement, sauf pour le ministère de l'Enseignement supérieur, siégeant dans les anciens locaux de l'École polytechnique au cœur du Quartier latin, dans le 5e arrondissement.
- la Cité internationale universitaire de Paris
- la Sorbonne
- les catacombes
- l'école nationale supérieure des Beaux-arts
- la manufacture des Gobelins
- le Panthéon

## Infrastructures
- Gare de Paris-Austerlitz
- Gare de Paris-Montparnasse

## Sports
- Stade Charléty, siège du Paris Football Club
- Stade Élisabeth